# Tarot

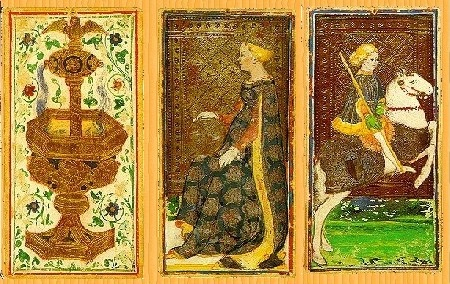
De Visconti-Sforza Tarot met een 20e-eeuwse reproductie van de Duivel-kaart die in het originele 15e-eeuwse spel niet werd teruggevonden

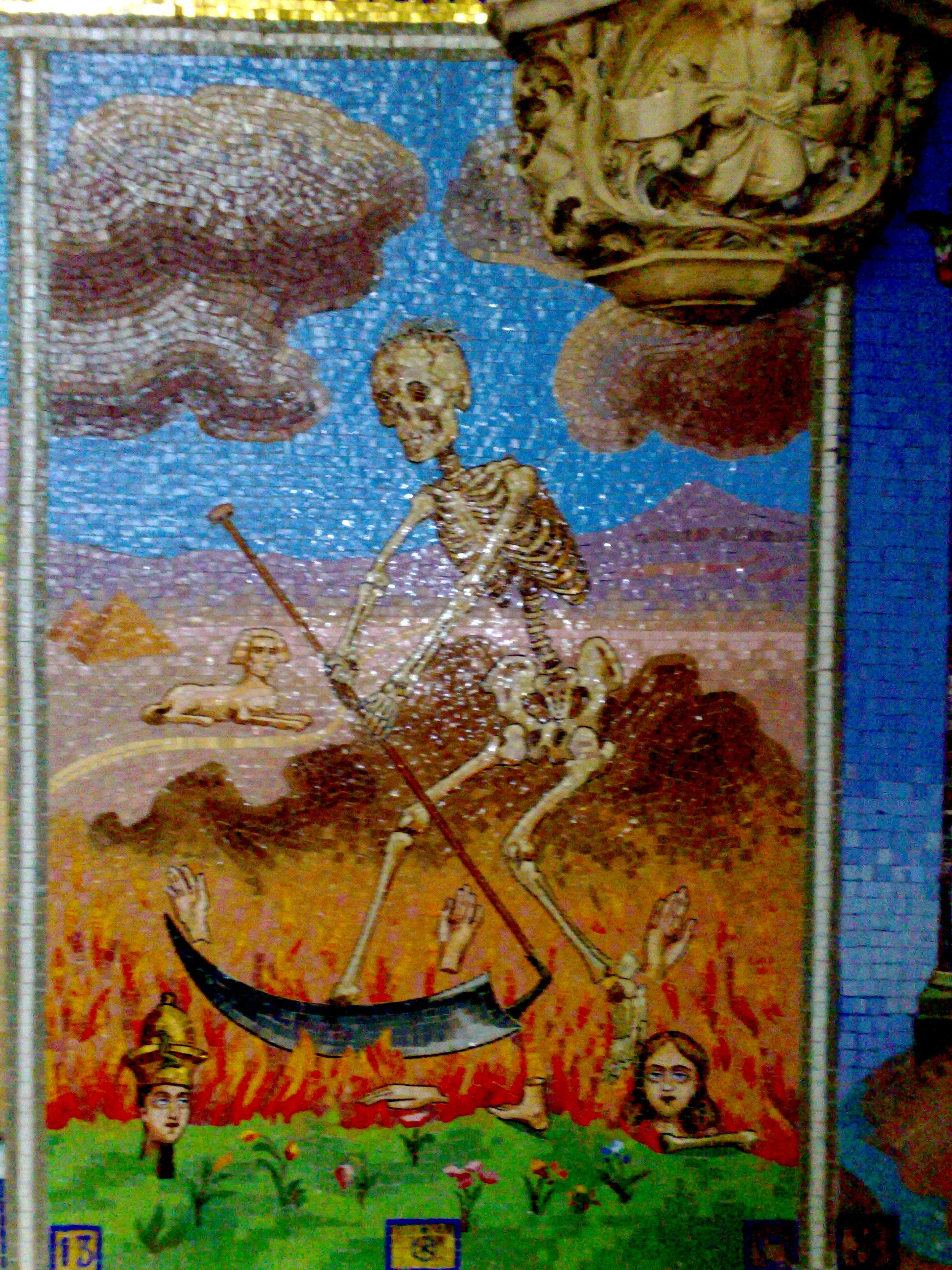
Mozaïek van De Dood in een kapel, Haute-Savoie

De Tarot (eerst bekend als tarocchi, ook tarock en soortgelijke namen) is een kaartspel van achtenzeventig kaarten, dat vanaf het midden van de vijftiende eeuw in verschillende delen van Europa werd gespeeld. In Italië bijvoorbeeld als Tarocchini en in Frankrijk als Franse tarot. Het heeft vier kleuren die overeenkomen met de vier kleuren van het moderne spel van 52 kaarten. In het moderne kaartspel ontbreekt de Grote Arcana. De Joker in sommige moderne kaartspellen is, in tegenstelling tot wat soms wordt verondersteld, niet rechtstreeks afgeleid uit de Dwaas. Terwijl de Dwaas al sinds de 15e eeuw deel uitmaakte van de tarot, werd de joker (jester) pas in de 19e eeuw geïntroduceerd in het kaartspel Euchre.
Rabelais geeft tarau als de naam van een van de spellen gespeeld door Gargantua in zijn Gargantua en Pantagruel. Dit is waarschijnlijk de eerste vermelding van de Franse vorm van de naam. Tarotkaarten worden in een groot deel van Europa gebruikt als een vorm van kaartspel, dus gewoon als amusement. In Engelstalige landen is dit soort spellen grotendeels onbekend. Tarotkaarten worden daar hoofdzakelijk gebruikt voor waarzeggerij en andere esoterische toepassingen. Occultisten noemen de troeven (samen met de Nar) "de grote Arcana", terwijl de tien genummerde kaarten en de hofkaarten van elke kleur "de kleine Arcana" worden genoemd. De kaarten worden door sommige occulte schrijvers teruggevoerd op het oude Egypte of de Kabbala, maar voor deze oorsprong is geen enkel bewijs voorhanden, zodat het speculatie blijft. Evenmin kan worden bewezen dat vóór de 18e eeuw tarot reeds voor voorspelling werd gebruikt, al lijkt het wel waarschijnlijk dat de sterk aansprekende taferelen daartoe moeten hebben geïnspireerd.

## Etymologie
Het Engelse en Franse woord tarot is afgeleid van het Italiaanse tarocchi, waarvoor etymologisch geen herkomst bekend is. Eén theorie verbindt de naam "tarot" met de rivier de Taro in het noorden van Italië, in de buurt van Parma, wat aannemelijk klinkt omdat het spel lijkt te zijn ontstaan in het noorden van Italië, in Milaan of Bologna. Andere schrijvers zijn van mening dat het afgeleid is van het Arabische woord turuq, dat verwant is met "Tariq" dat "weg" betekent. Een andere mogelijkheid is het Arabische tarach, "afwijzen". Volgens Franse etymologen is het Italiaanse Tarocco afgeleid van Tara, "vermindering van koopwaar; aftrek, de daad van de aftrek".

## Geschiedenis
Kaartspelen werd in Europa gebruikelijk in de late 14de eeuw, waarschijnlijk gaat het om de Mamlukkaarten uit Egypte, met kleuren die erg lijken op de kleuren van de Tarot: Zwaarden, Staven, Bekers en Munten (ook bekend als schijven of pentakels). Deze kleuren worden nog steeds gebruikt in traditionele Italiaanse, Spaanse en Portugese kaartspellen. Het eerste bewijsstuk van het bestaan van de tarot is een verbod op het gebruik ervan in 1367, in het Zwitserse Bern. Een wijdverspreid gebruik van speelkaarten in Europa kan met enige zekerheid vanaf 1377 worden gesitueerd.
De eerste bekende tarotkaarten zijn gemaakt tussen 1430 en 1450 in Milaan, Ferrara en Bologna in het noorden van Italië, toen extra troeven met allegorische voorstellingen werden toegevoegd aan het gebruikelijke kaartspel met 4 kleuren. Deze nieuwe tarotspellen werden oorspronkelijk carte da trionfi, triomfkaarten, genoemd, en de extra kaarten werden bekend als trionfi, dat "troeven" betekent in het Nederlands. Het eerste gedocumenteerd bewijs van het bestaan van carte da trionfi is een schriftelijke verklaring uit 1442 in het archief van de rechtbank van Ferrara. De oudste overgeleverde tarotkaarten komen uit vijftien onvolledige decks uit het midden van de 15e eeuw, geschilderd voor de Visconti-Sforza familie, de heersers van Milaan. Voor divinatie met behulp van speelkaarten in 1540 is bewijs gevonden in een boek getiteld De orakels van Francesco Marcolino da Forli waarin eenvoudige orakels door middel van het trekken van een kaart worden beschreven, al wordt aan de kaart zelf geen voorspellende betekenis toegekend. Maar manuscripten uit 1735 (Het Vierkant van Zevens) en het uit 1750 daterende document (Pratesi Cartomancer) geven reeds basale betekenissen en systemen voor het leggen van de kaarten voor waarzeggerij. Giacomo Casanova schreef in zijn dagboek dat in 1765 zijn Russische minnares veelvuldig gebruikmaakte van een kaartspel voor divinatie.

### Vroege versies
Kaartspellen met afbeeldingen van personages en taferelen werden voor het eerst genoemd door Martiano da Tortona, waarschijnlijk tussen 1418 en 1425, want de schilder die hij noemt, Michelino da Besozzo, keerde in 1418 terug naar Milaan, terwijl Martiano zelf overleed in 1425. Hij beschrijft een tarotdeck met 16 geïllustreerde kaarten met afbeeldingen van de Griekse goden en kaartkleuren die vier soorten vogels uitbeelden in plaats van de gebruikelijke schoppen, harten, klaveren en ruiten. Het is duidelijk dat hij die zestien kaarten als "troeven" beschouwde, net zoals Jacopo Antonio Marcello het 25 jaar later een Ludus triumphorum, of "spel van troeven" zou noemen. De speciale afbeeldingen die aan de kaarten werden toegevoegd tonen filosofische, sociale, poëtische, astronomische en heraldische motieven zoals Romeins / Grieks / Babylonische helden. Dat is bijvoorbeeld het geval bij de Sola-Busca-Tarocchi (1491) en het gedicht Boiardo Tarocchi (gemaakt op een onbekende datum tussen 1461 en 1494).

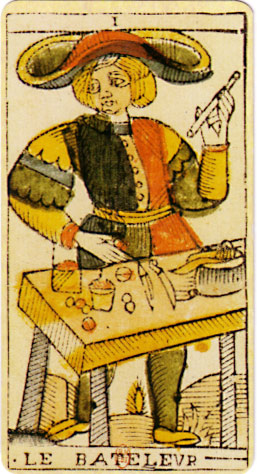
Le Bateleur uit de Tarot van Marseille

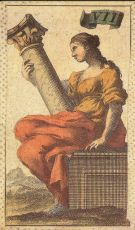
Kracht, een troefkaart uit de Minchiate Tarot

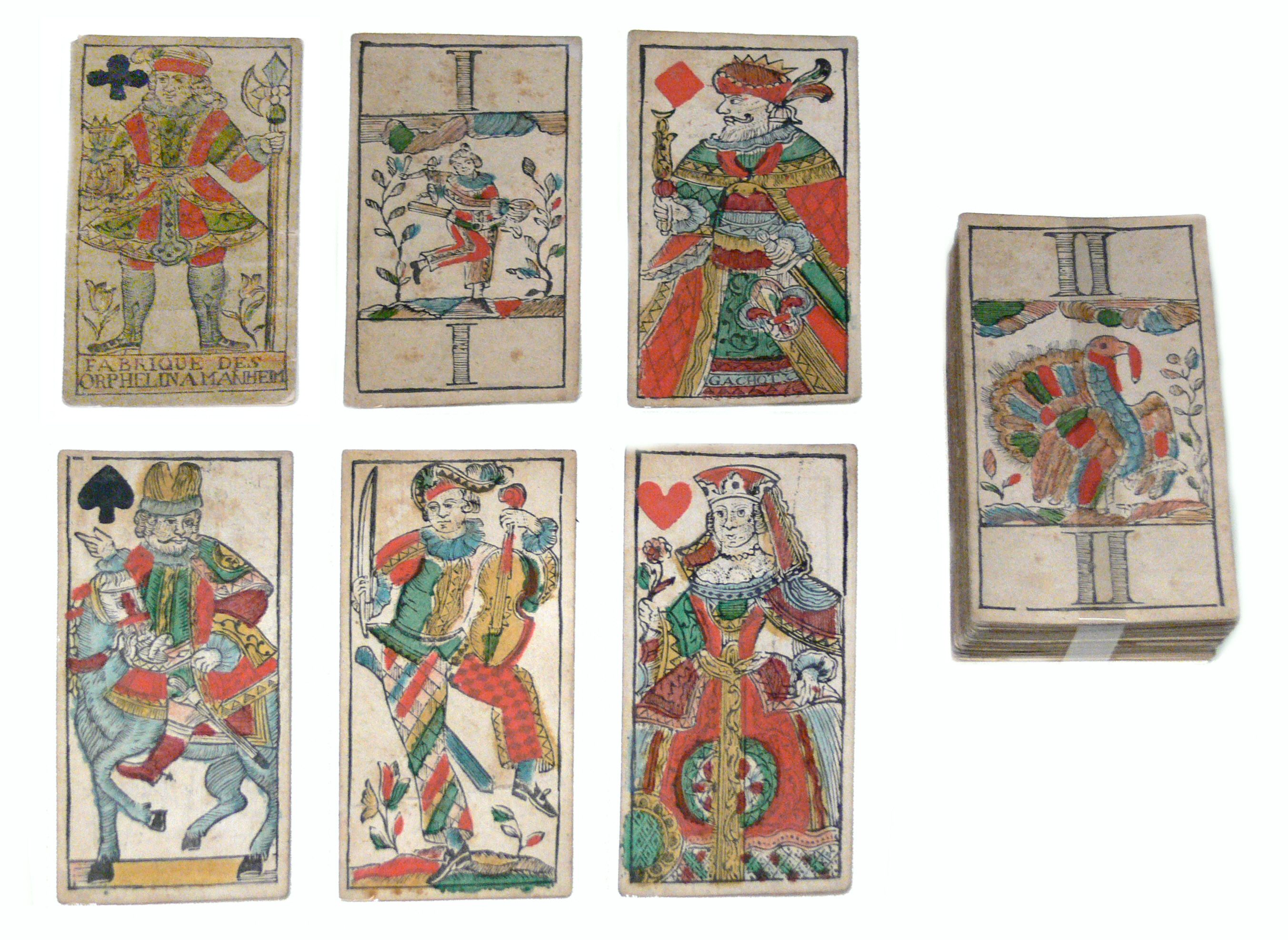
18e-eeuwse 'Tiertarock' (dierentarot)

Twee tarots uit Milaan, de Brera-Brambrilla en Cary-Yale-Tarocchi, - onvolledig overgeleverd - werden omstreeks 1440 gemaakt. Drie documenten, daterend van 1 januari 1441 tot juli 1442, maken gebruik van de term trionfi. Het document van januari 1441 wordt beschouwd als een onbetrouwbare referentie; maar dezelfde schilder, Sagramoro werkte in opdracht van dezelfde patroon, Leonello d'Este zoals in het document van februari 1442 werd vermeld. Het spel leek aan belang te winnen in het jaar 1450, een jubileumjaar in Italië, met vele festiviteiten die heel wat pelgrims aantrokken. Drie midden-15e-eeuwse sets werden gemaakt voor de leden van de familie Visconti. Het eerste spel wordt de Cary-Yale Tarot (of Visconti-Modrone Tarot) genoemd, door een anonieme schilder voor Filippo Maria Visconti gemaakt tussen 1442 en 1447. De kaarten (slechts 66) bevinden zich tegenwoordig in de Yale University Library van New Haven. De beroemdste versie is geschilderd in het midden van de 15e eeuw, ter ere van Francesco Sforza en zijn vrouw Bianca Maria Visconti, dochter van hertog Filippo Maria. Waarschijnlijk zijn deze kaarten geschilderd door Bonifacio Bembo. Van de originele kaarten zijn er 35 in de Pierpont Morgan Library, 26 aan de Accademia Carrara, 13 in het Casa Colleoni en twee, 'De Duivel' en 'De Toren', zijn verloren of anders nooit gemaakt. Deze "Visconti-Sforza"-tarot, die op vrij grote schaal is gereproduceerd, weerspiegelt de traditionele iconografie van de tijd in aanzienlijke mate. Handbeschilderde tarotkaarten bleven een voorrecht van de hogere klassen en, ondanks de onvermijdelijke preken vanaf de 14e eeuw tegen het kwaad dat kaarten zouden kunnen veroorzaken, werd het gebruik van deze vroege tarotspellen door de overheid niet echt vervolgd. In sommige rechtsgebieden werd voor tarotkaarten zelfs een uitzondering gemaakt op het verbod om met kaarten te spelen. Omdat de vroegste tarotkaarten met de hand geschilderd zijn, was de productie van deze tarots vrij bescheiden. Pas na de introductie van de drukpers midden 15e eeuw werd massaproductie mogelijk. Tarotspellen uit deze periode werden gevonden in verschillende Franse steden, waarvan de bekendste die van Marseille zijn, waarvan de naam tarot de Marseille afkomstig is uit de gelijknamige Zuid-Franse havenstad. Omstreeks dezelfde tijd dook ook de naam tarocchi op.

## Tarot, tarock en tarocchi kaartspellen
Het oorspronkelijke doel van tarotkaarten was het gewone kaartspel, waarvan de eerste regels in het manuscript van Martiano da Tortona nog voor 1425 werden geformuleerd. Er zijn veel mogelijke variaties bekend van het tarokkaartspel. De eerste basisspelregels voor het Tarocco verschijnen nog vóór 1425 in het manuscript van Martiano da Tortona. De volgende komen uit het jaar 1637. In Italië verliest het spel aan populariteit. Een versie genaamd Tarocco Bolognezer: Ottocento wordt nog gespeeld en nog andere worden in Piemonte gespeeld, maar buiten Italië is het aantal kaartspellen aanzienlijk groter. De Franse tarot is het populairst in zijn eigen land en er zijn regionale tarotspellen bekend als tarock, tarok, of tarokk die op grote schaal gespeeld worden in Midden-Europa.
De drie belangrijkste moderne tarotversies zijn die van de Golden Dawn, van Arthur Edward Waite (zie Rider-Waite tarot) en van Aleister Crowley (zie Thoth tarot).

## Voorspellende, esoterische en occulte tarot

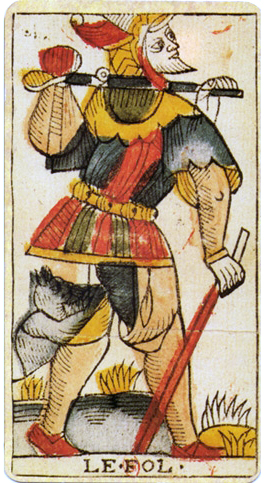
Tarot de Marseille: "Le Mat" uit het tarotspel van Jean Godal

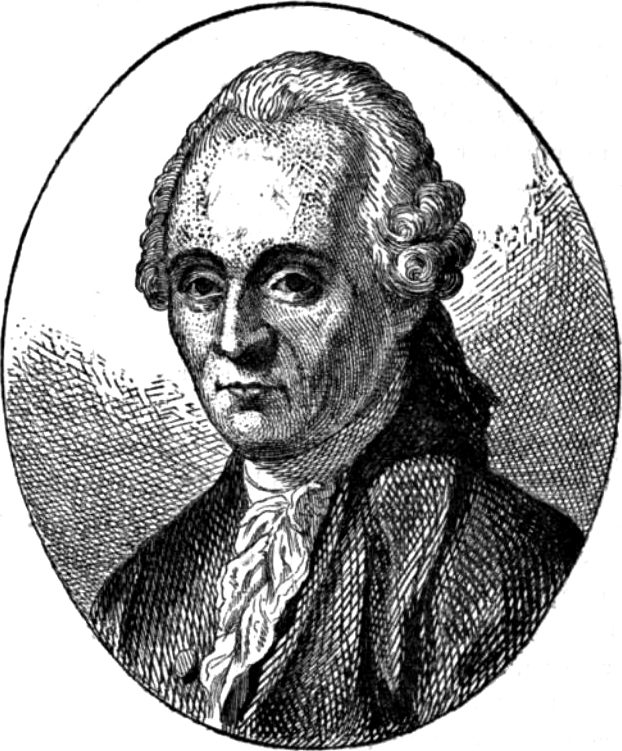
Antoine Court de Gébelin

Tarotkaarten zouden later in verband worden gebracht met mystiek en magie. Tarot werd pas op grote schaal door mystici, occultisten en geheime genootschappen geadopteerd vanaf de 18e en 19e eeuw. De traditie begon in 1781, toen Antoine Court de Gébelin, een Zwitserse geestelijke en vrijmetselaar, Le Monde Primitif, publiceerde, een speculatieve studie over religieuze symboliek en haar overleving in de moderne wereld. De Gébelin beweerde als eerste dat de symboliek van de Tarot de Marseille de mysteries van Isis en Thoth representeerde. Gébelin voerde verder aan dat de naam "tarot" afkomstig was van de Egyptische woorden tar, "Koninklijk" en ro, dat "weg" betekent, waardoor de Tarot een "koninklijke weg" naar wijsheid zou tonen. De Gébelin verklaarde ook dat de zigeuners, die de eersten waren om de kaarten voor waarzeggerij te gebruiken, afstammelingen waren van de oude Egyptenaren en als nomadisch levend volk de kaarten in Europa hadden geïntroduceerd. De Gébelin schreef deze verhandeling voordat Jean-François Champollion de Egyptische hiërogliefen had ontcijferd, en zelfs voordat de Steen van Rosetta was ontdekt. Latere egyptologen zouden niets in de Egyptische taal vinden dat de Gébelins fantasierijke etymologie kon ondersteunen. Niettemin was de identificatie van de tarotkaarten met het Egyptische "Boek van Thoth" al stevig ingeburgerd in occulte genootschappen en tot op de dag van vandaag blijft de legende van een Egyptische overgeleverde geheime leer bijzonder populair.

## Verschillende tarotversies

### Tarotkaarten Italiaanse stijl
Historisch gezien een van de belangrijkste tarots is de versie die bekendstaat als de Tarot van Marseille. Deze werd voor navolgende uitvoeringen de toonaangevende standaard. Het was ook de versie die Court de Gébelin bestudeerde en hij illustreerde zijn Monde Primitif met afbeeldingen uit deze tarot. De Tarot van Marseille was ook populair in de 20e eeuw door de versie van Paul Marteau, die zelf gebaseerd was op het ontwerp van Nicolas Conver uit 1760. Deze Tarot de Marseille volgde uiteindelijk duidelijk de 15e-eeuwse Italiaanse ontwerpen uit Milaan.

### Varianten
Andere varianten omvatten de "Zwitserse" Tarot, die La Papesse en Le Pape om voor de hand liggende redenen (de druk vanuit de Rooms-Katholieke kerk) verving door de afbeeldingen van Juno en Jupiter. In Florence werd een pak met meer kaarten gebruikt, de Minchiate tarot. Het spel telde 96 kaarten die astrologische symbolen en de vier elementen toevoegde aan de traditionele tarotmotieven.

### Tarotkaarten Franse stijl

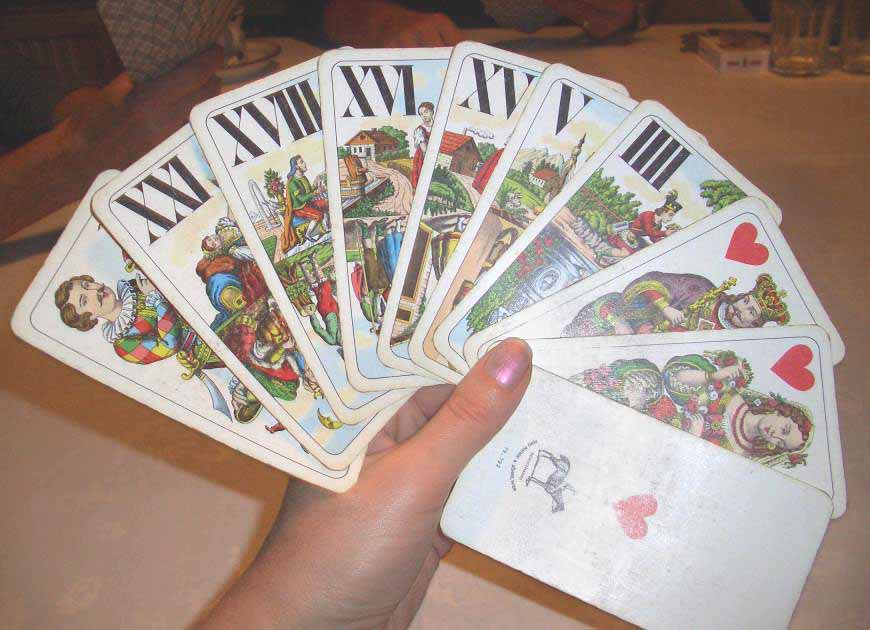
Tarotkaarten Franse stijl

Tarotkaarten in Franse stijl (zoals de Franse tarot, met de gewone kleuren) begonnen te verschijnen in Duitsland tijdens de 18de eeuw. De eerste generaties van die kaarten beeldden taferelen van dieren af op de troeven en werden daarom "Tiertarock"-decks genoemd. Göbl, een cartier uit München, wordt vaak genoemd als ontwerper van deze innovatie. Tarotkaarten in de Franse stijl worden nog steeds gebruikt voor tarot/tarock-kaartspellen, zoals gespeeld in Frankrijk en Centraal-Europa. De symboliek van hun troeven wijkt aanzienlijk af van het oude Italiaanse ontwerp. Met uitzondering van enkele recente uitvoeringen zoals de Tarocchi di Alan, Tarot van reïncarnatie en de Tarot de la Nature, worden Franse tarotkaarten eigenlijk exclusief gebruikt voor kaartspellen en slechts zelden voor voorspelling.

### Occulte tarotdecks
Etteilla (1738 – 1791) was de eerste die een speciaal voor divinatie bedoelde tarot ontwierp. Omdat hij ervan overtuigd was dat tarot gebaseerd was op het Egyptische Boek van Thoth, verwerkte hij in zijn versie thema's uit het Oude Egypte.
Tarots die door esoterici gebruikt worden bestaan uit 78 kaarten die opgedeeld kunnen worden in twee onderscheiden delen:
- De Grote Arcana (grotere geheimen) of de troefkaarten bestaat uit 22 kaarten: De Dwaas, I De Magiër, II De Hogepriesteres, III De Keizerin, IV De Keizer, V De Hiërofant, VI De Geliefden, VII De Zegewagen, VIII Rechtvaardigheid, IX De Kluizenaar, X Het Rad van Fortuin, XI Kracht, XII Gematigdheid · XIII De Dood, XIV De Gehangene, XV De Duivel, XVI De Toren, XVII De Ster, XVIII De Maan, XIX De Zon, XX Het Oordeel en XXI De Wereld.
- De  Kleine Arcana (kleinere geheimen) bestaat uit 56 kaarten, verdeeld in vier groepen van 14 kaarten elk met een eigen kleur. Hierin zitten de genummerde kaarten 1 tot 10 en de 4 'hofkaarten'. Die hofkaarten zijn de Koning, de Koningin, de Ridder en de Page. De traditionele Italiaanse 'kleuren' zijn Zwaarden, Staven (ook 'Stokken' genoemd), Bekers en Munten (ook 'Pentakels' genoemd).

De termen 'grote arcana' en 'kleine arcana' werden voor het eerst gebruikt door Jean Baptiste Pitois, ook gekend als Paul Christian, maar deze gebruikte de termen nooit in verband met tarotkaarten.

#### Rider-Waite / Smith-tarot
De tarot van A.E. Waite (1857 – 1942) en kunstenares Pamela Coleman Smith (1878 - 1951) wijkt in een aantal opzichten af van vroegere tarotversies. Zo heeft Waite de kaarten 'Kracht' en 'Rechtvaardigheid' uit de Grote Arcana van plaats verwisseld. Maar het meest in het oog springende kenmerk zijn de illustraties van de gewone genummerde kaarten, de zogenaamde Kleine Arcana, die nu levendige taferelen uitbeelden in plaats van een sober getal met wat ornament zoals bijvoorbeeld in de tarot van Marseille of in de tarot van de Golden Dawn gebruikelijk was.

#### Crowley / Harris Book of Thoth-tarot
De occultist Aleister Crowley (1875-1947) maakte deze tarotversie in samenwerking met kunstenares en Golden Dawn lid Lady Frieda Harris (1877 - 1962). Elke kaart uit Crowleys tarot toont een rijkdom aan symbolen uit astrologie, alchemie en kabbala. Zelfs de kleuren zijn symbolisch, bijvoorbeeld om de relatie te tonen met de elementen aarde, vuur, water en lucht. Crowley schreef ook een boek bij deze tarot dat hij The Book of Thoth noemde. Het was een naam die Etteilla 150 jaar tevoren al had gebruikt. Hij behield wel de traditionele ordening van de troefkaarten, maar geeft elke kaart van de grote en kleine arcana zelf een kenmerkende naam. De kaart van het Oordeel verving hij door 'De Aeon', waarschijnlijk omdat hij zich stoorde aan de christelijke symboliek van de traditionele kaart.